# Zerkten
Zerkten (en àrab زرقطن, Zarqṭan; en amazic ⵥⵕⵇⵟⵏ) és una comuna rural de la província d'Al Haouz, a la regió de Marràqueix-Safi, al Marroc. Segons el cens de 2014 tenia una població total de 19.926 persones.